# Sant'Omobono Terme
Sant'Omobono Terme (AFI: [santomoˈbɔːno ˈtɛrme]; fino al 2004 Sant'Omobono Imagna [santomoˈbɔːno iˈmaɲ(ː)a], Sant Imbù [santimˈbu] in dialetto bergamasco) è un comune italiano di 3 922 abitanti della provincia di Bergamo in Lombardia. Si trova in Valle Imagna.

## Origini del nome
Il toponimo trova origine dal santo patrono della frazione di Mazzoleni, che compone il comune unitamente a Cepino, Selino Alto, Selino Basso e Valsecca.
Il comune di Sant'Omobono Imagna venne costituito nel 1927 con l'aggregazione dei comuni di Mazzoleni e Falghera, Cepino e Selino. Grazie ad una legge regionale dell'agosto 2004 il nome fu cambiato da Sant'Omobono Imagna a Sant'Omobono Terme.

## Storia
Le origini del paese dovrebbero risalire all'epoca medievale, quando nella zona, molto più che nel resto della provincia bergamasca, imperversavano scontri cruenti tra guelfi e ghibellini. La valle Imagna, prevalentemente guelfa, era in netta contrapposizione con l'attigua valle Brembilla, schierata con i ghibellini.
I primi scontri videro prevalere i guelfi, tanto che i ghibellini chiesero aiuto ai Visconti, signori di Milano. Questi riuscirono a sconfiggere gli avversari e ad estendere il proprio dominio sulle valli della zona. Il modo con cui infierirono sugli avversari portò i guelfi a cercare più volte la vendetta con ulteriori uccisioni. Dopo continui ribaltamenti di fronte il dominio dei Visconti e dei ghibellini fu definitivo, anche se il rancore guelfo dava spesso seguito a rivolte popolari, avvenute anche a Sant'Omobono e soffocate con le armi.
La situazione si rovesciò quando la zona passò sotto il controllo della repubblica di Venezia che, in contrapposizione con i Visconti, sosteneva lo schieramento guelfo. Seguirono distruzioni nei confronti dei possedimenti ghibellini, mentre i paesi guelfi, tra cui Sant'Omobono, ebbero un trattamento di favore come citato in documenti dell'epoca:
(Effemeridi di Padre Donato Calvi)
I secoli successivi non videro fatti di rilievo coinvolgere la piccola comunità che, forte del proprio isolamento, seguì le vicende del resto della provincia senza parteciparvi in modo diretto.
A partire dal termine del XVIII secolo il territorio cominciò a ritagliarsi una certa notorietà grazie alla presenza di acque sulfuree molto pregiate, le cui doti sono enunciate anche negli scritti di Giovanni Maironi da Ponte.
Queste vennero classificate, a metà del XIX secolo, come tra le migliori conosciute sul territorio italiano, facendo nascere di conseguenza un'industria legata al loro sfruttamento, tanto importante da permettere il cambiamento del nome.
Il paese è sempre stato uno dei centri principali della zona e ancor oggi è il centro più popoloso di tutta la valle, nonché sede delle istituzioni amministrative della stessa.

### Storia moderna
Il comune di Sant'Omobono Terme, dopo aver valutato la proposta di annessione del comune di Valsecca, centro poco popoloso e privo di alcuni servizi, ha sottoposto alla popolazione un referendum per tale proposta che si è tenuto domenica primo dicembre 2013, con esito positivo in entrambi i paesi. Il 21 gennaio 2014 Valsecca viene definitivamente aggregato a Sant'Omobono Terme con votazione unanime del consiglio regionale.
L'aggregazione entra in vigore dal 4 febbraio, con lo scioglimento dei consigli comunali e la nomina da parte della Regione del commissario, nominato anche per il confinante comune di Val Brembilla. Il comune è stato quindi ricostituito ex novo dalla fusione dei preesistenti comuni di Sant'Omobono Terme e Valsecca in base alla legge regionale 2 del 30 gennaio 2014. Quest'ultima è stata promulgata in seguito a un referendum consultivo in cui l'84,3% dei votanti si era espresso favorevolmente alla costituzione del nuovo ente.
Si è fatta anche strada l'idea della costituzione di un unico comune dell'Alta Valle, ad eccezione del già popoloso comune di Berbenno.

### Simboli
Lo stemma, il gonfalone e la bandiera del comune di Sant'Omobono Terme sono stati concessi con decreto del presidente della Repubblica del 21 maggio 2015.
Il gonfalone è un drappo partito di azzurro e di bianco.
La bandiera è un drappo di azzurro, al decusse diminuito d'argento, accantonato da quattro torri dello stesso, merlate alla guelfa di tre, murate, chiuse, finestrate di nero.
Lo stemma è stato creato in seguito alla creazione del nuovo comune nato dalla fusione nel 2014 di Valsecca con Sant'Omobono Terme, mantenendo il nome del nucleo cittadino più importante. Valsecca non possedeva un proprio stemma mentre in quello di Sant'Omobono Terme, già Sant'Omobono Imagna, vi erano raffigurati una mazza, una sella tra i monti e un ceppo sradicato, a ricordo dei tre paesi di Mazzoleni, Selino e Cepino uniti nel 1927.
(DPR del 27.11.1974)
Con delibera del consiglio comunale del 27 marzo 2015, fu approvato il nuovo emblema con quattro torri poste a simboleggiare i vecchi comuni, separati da una croce di Sant'Andrea; per ricordare la determinante "Terme", presente nel nome del comune, venne scelto lo smalto d'azzurro con riferimento alla presenza di acque termali nel suo territorio. Il motto Consociati pro Valdimania sottolinea l'unione finalizzata al benessere comune dell'alta Valle Imagna, storicamente conosciuta come Comunità di Valdimania.

## Monumenti e luoghi d'interesse
Il territorio è caratterizzato dalla presenza di terme di acque sulfuree che, unite alla tranquillità della zona ed all'aria pulita, rendono il luogo adatto a chi vuole trascorrere momenti di relax rigenerando il corpo.
Molto interessante è la Villa delle Ortensie, posta a fianco delle terme. Risalente al XIX secolo, presenta linee molto raffinate ed eleganti, grazie anche ad un recente restauro.
In ambito religioso meritano menzione le chiese dei quattro paesi che compongono il territorio comunale. Quella di Mazzoleni, intitolata a sant'Omobono, presenta un aspetto maestoso con linee settecentesche. Risalente almeno alla seconda metà del XIII secolo, custodisce opere di buon pregio; la chiesa parrocchiale di Cepino, intitolata a san Bernardino, venne edificata nel XVI - XVII secolo con una struttura ad una navata in luogo di un precedente edificio di culto. Al suo interno si trovano opere di Gaetano Peverada.
L'edificio di maggior richiamo a Valsecca è indubbiamente la chiesa parrocchiale di San Marco evangelista. Edificata nel corso del XV secolo, ma soggetta a successivi ampliamenti (XVIII secolo) e ristrutturazioni (XX secolo), presenta al proprio interno dipinti di buon pregio, ma soprattutto un crocefisso in legno opera di frà Giovanni da Reggio.
A Selino Alto si trova invece la chiesa parrocchiale di San Giacomo che, edificata nel XVIII secolo con uno stile neoclassico, presenta sculture di scuola fantoniana e dipinti di Francesco Quarenghi. In ultimo la chiesa di Santa Maria Immacolata che, posta nella frazione di Selino basso, venne edificata nel XX secolo.
Tuttavia l'edificio di maggior richiamo a livello religioso è indubbiamente il santuario della Cornabusa. Molto frequentato non solo dalla gente di tutta la valle, è una chiesa completamente ricavata nella roccia, elemento che la rende unica nel suo genere. Edificata nel XVI secolo si trova al centro di una leggenda popolare che troverebbe origine nel periodo medievale, quando un'anziana donna si rifugiò in una grotta naturale per rifugiarsi dalle lotte tra guelfi e ghibellini. Una volta terminati gli scontri, questa lasciò sul luogo una statuetta della Madonna, ritrovata qualche tempo più tardi da una giovane sordomuta che, dopo il ritrovamento, si sentì immediatamente guarita.
Il “Ponte della Poltrasca,” è un antico ponte, situato sul versante destro della Valle Imagna, in prossimità della strada che collega le frazioni di Cepino e Mazzoleni, sicuramente parte di una antica strada mulattiera citata nel XIV secolo che univa la piana di Almenno San Salvatore con il passo del Paglio e le miniere della Valsassina, attraversando anche i territori di Strozza, Amagno, Bedulita, Frontale e Brumano, passaggio importante per la transumanza. Il suo nome fa riferimento non a un personaggio ma all'unione del termine 'Palta' che significa zona umida al suffisso d'origine ligure 'asca', quindi starebbe a indicare una zona con aria umida e fangosa. Verrebbe quindi da considerare che il ponte sia d'epoca preromana.
Secondo un'antica leggenda tramandata oralmente, il ponte sarebbe stato costruito dal diavolo che avrebbe gettato grandi massi dal monte Resegone formando l'ammasso di rocce che formano la struttura ad doppio arco quale passaggio sul torrente.

## Società

### Evoluzione demografica
Abitanti censiti

## Amministrazione
| Periodo         | Periodo         | Primo cittadino   | Partito                             | Carica      | Note |
| --------------- | --------------- | ----------------- | ----------------------------------- | ----------- | ---- |
| 14 maggio 2001  | 29 maggio 2006  | Giosuè Frosio     |                                     | Sindaco     |      |
| 30 maggio 2006  | 14 maggio 2011  | Ivo Sauro Manzoni | Lega Nord                           | Sindaco     |      |
| 15 maggio 2011  | 4 febbraio 2014 | Paolo Dolci       | lista civica                        | Sindaco     |      |
| 6 febbraio 2014 | 25 maggio 2014  | Andrea Iannotta   |                                     | Commissario |      |
| 26 maggio 2014  | 26 maggio 2019  | Paolo Dolci       | lista civica                        | Sindaco     |      |
| 26 maggio 2019  | in carica       | Ivo Sauro Manzoni | Lega-Fratelli d'Italia-Forza Italia | Sindaco     |      |

### Altre informazioni amministrative
Il comune è sede della Comunità Montana Valle Imagna.